# BYmyCAR
BYmyCAR est une entreprise française opérant dans la distribution automobile fondé en 2009 et dont le siège social est situé à Fontaine dans la périphérie de Grenoble.

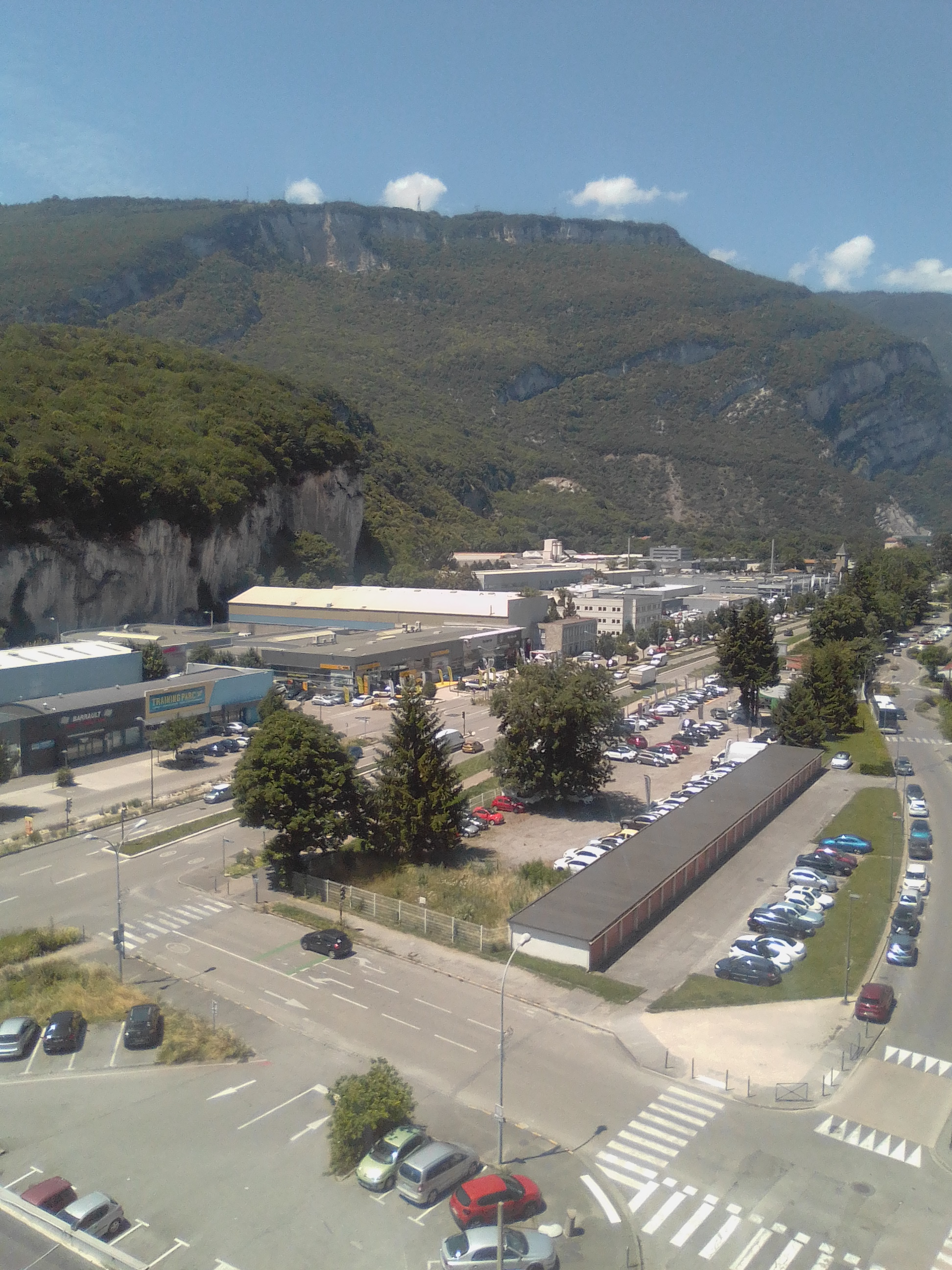
Le boulevard Paul Langevin à Fontaine où est implanté le groupe.

L’entreprise est le premier groupe de distribution français indépendant.

## Historique

### Gerbier Mosca: 1994
En 1994, Jean Louis Mosca est associé avec Jérôme Gerbier dans l’entreprise Gerbier Mosca et rachète une toute première concession Fiat à Albertville.
La société va vite se diversifier avec le rachat d’une concession Audi-Volkswagen en 2005, puis d’une concession Opel en 2008, et enfin d’une concession Ford en 2009.

### BYmyCAR: 2009
Le groupe BYmyCAR est fondé en 2009 par Jean-Louis Mosca et Jérôme Gerbier.
En 2020, Jean-Louis Mosca et Jérôme Gerbier sont rejoints par Carlos Gomes.
Après la France, le Groupe est aussi présent en Suisse, en Italie et en Espagne.

## Labels
En 2022, le groupe lance trois labels pour les véhicules d'occasion dans le but d'élargir sa couverture en dehors des activités de concession :
- L'Okasion BYmyCAR
- BYmyCAR Sport
- BYmyCAR Legends

## Sponsoring
- AS Saint-Étienne : BYmyCAR établit un partenariat avec l’équipe de football[8].
- FC Grenoble : BYmyCAR établit un partenariat avec l’équipe de rugby[9].